# Violanta
Violanta, och Violante är förnamn för kvinnor, som  främst använts i äldre tider i nuvarande Spanien och Italein. Violanta är även namn på en opera av  Erich Wolfgang Korngold. Den utspelar sig runt huvudpersonen med detta namn  i 1400-talets Venedig.
Den 31 december 2018 var 4 kvinnor med förnamnet Violante bosatta i Sverige. Enligt birthday.se, som bara registrerar vuxna personer, hade 1 person i Sverige förnamnet Violanta.  
Violante kan även vara ett efternamn. Birthday.se har i juni 2019 registrat 7 personer i Sverige med Violante som efternamn eller  som del av ett efternamn sammansatt efter spanskt mönster.

## Personer med förnamnet Violanta eller Violante
- Violanta av Aragonien (1236–1301), drottning av Kastilien
- Violanta av Bar (1365–1431), drottning av Aragonien
- Violanta av Ungern (1215–1251), drottning av Aragonien
- Violanta Beatrice av Bayern (1673–1731), kronprinsessa av Toscana, guvernör av Siena

- Violante Larini (1682–1741), cirkusartist på brittiska öarna
- Margherita Violante av Savoyen (1635–1663), hertiginna av Parma